# Phare de Cap-des-Rosiers
Le phare de Cap-des-Rosiers, est un phare construit entre 1854 et 1858 dans le village de Cap-des-Rosiers, près de Gaspé au Québec. D'une hauteur de 34 mètres, il est le plus haut phare du Canada.

## Situation terrestre et maritime
D'une hauteur de 34 mètres, il est le plus haut phare du Canada. Il est situé sur la rive sud du fleuve Saint-Laurent, au sommet d'une falaise en forte pente. C'est à cet endroit que se trouve l'embouchure du fleuve qui s'y jette dans le golfe du Saint-Laurent.

## Historique
Pendant la Seconde Guerre mondiale, le 15 septembre 1942, le gardien Joseph Ferguson aperçoit un U-boat allemand et sonne l’alarme à la défense civile.

### Gardiens[4]
- 1857-1872 : Eugène Trudeau
- 1872-1887 : Auguste Trudeau
- 1887-1890 : Jean B. Viens
- 1890-1917 : Eugène Costin
- 1917-1919 : P. Euch Thériault
- 1919-1921 : Épouse de P. Euch Thériault[5]
- 1921-1927 : Joseph-Napoléon Côté
- 1927-1931 : Joseph Ferguson
- 1931-1935 : Joseph-Napoléon Côté
- 1935-1951 : Joseph Ferguson
- 1951-1970 : Joseph Narcisse Rioux
- 1970-1971 : Yves Packwood
- 1971-1972 : Owen Gleeton
- 1972-1978 : Paul-Roger Caron
- 1978-1981 : Yvon Element

## Patrimoine
Le phare de Cap-des-Rosiers a été désigné lieu historique national le 11 juin 1973. La tour du phare a été classée édifice fédéral du patrimoine le 31 mars 1994.